# Löbbensee
Löbbensee är en sjö i Österrike.   Den ligger i förbundslandet Tyrolen, i den centrala delen av landet, 300 km väster om huvudstaden Wien. Löbbensee ligger 2 226 meter över havet. Den högsta punkten i närheten är Wildenkogel, 3 021 meter över havet, sydväst om Löbbensee.
Trakten runt Löbbensee består i huvudsak av gräsmarker. Runt Löbbensee är det ganska glesbefolkat, med 26 invånare per kvadratkilometer.